# La Pluie du diable
Pour plus de détails, voir Fiche technique et Distribution.
Pour les articles homonymes, voir Pluie du diable pour le documentaire français de Philippe Cosson sorti 2009.
La Pluie du diable (The Devil's Rain) est un film américain réalisé par Robert Fuest, sorti en 1975.

## Synopsis
Une famille semble maudite, victime d'une succession d'événements tragiques. La raison de cette sombre destinée pourrait remonter quelques siècles auparavant, lorsqu'un membre de la famille se ligua contre une secte satanique.

## Fiche technique
- Titre : La Pluie du diable
- Titre original : The Devil's Rain
- Réalisation : Robert Fuest
- Scénario : James Ashton, Gabe Essoe et Gerald Hopman
- Production : James V. Cullen, Michael S. Glick, Sandy Howard et Lou Peraino
- Musique : Al De Lory
- Photographie : Álex Phillips Jr.
- Montage : Michael Kahn
- Décors : Nikita Knatz
- Direction artistique : José Rodríguez Granada
- Pays d'origine : États-Unis, Mexique
- Format : Couleurs - 2,35:1 - Mono - 35 mm
- Genre : Horreur
- Durée : 86 minutes
- Dates de sortie : juillet 1975 (États-Unis), 27 juillet 1977 (France)
- Film interdit aux moins de 12 ans lors de sa sortie en France

## Distribution
- Ernest Borgnine (VF : Georges Aminel) : Jonathan Corbis
- Tom Skerritt (VF : Jean Roche) : Tom Preston
- Joan Prather (VF : Ginette Pigeon) : Julie Preston
- Eddie Albert (VF : Claude Joseph) : le docteur Sam Richards
- William Shatner (VF : Marc de Georgi) : Mark Preston
- Ida Lupino (VF : Paule Emanuele) : Mme Preston
- Woody Chambliss (VF : Jean-Henri Chambois) : John
- Keenan Wynn (VF : Philippe Dumat) : le shérif Owens
- Claudio Brook (VF : Jean-Claude Michel) : le pasteur Blythe
- Erika Carlsson : Aaronessa Fyffe
- George Sawaya : Steve Preston
- John Travolta : Danny
- Tony Cortex : le ravisseur
- Lisa Todd : Lilith

## Autour du film
- Le tournage s'est déroulé dans l'État de Durango, au Mexique.
- La Pluie du diable marque la première apparition au cinéma de John Travolta.
- Anton Szandor LaVey, fondateur de l'Église de Satan en 1966, fut consultant sur le film, et apparaît également en tant que prêtre assistant Ernest Borgnine au cours des rituels maléfiques[1]
- Au générique, la musique de Al De Lory met en valeur le fond d'écran constitué par des détails de reproductions de tableaux de Jérôme Bosch dont on a augmenté les contrastes des couleurs, les rouges et les noirs surtout.

## Distinctions
- Prix du meilleur second rôle féminin pour Ida Lupino, par l'Académie des films de science-fiction, fantastique et horreur en 1976.
- Prix des meilleurs effets spéciaux, lors du sixième festival du film fantastique de Paris en 1977.